# 田中雅美 (作家)
田中 雅美（たなか まさみ、1958年1月17日 - 2025年3月18日）は、日本の小説家。
東京都出身。中央大学文学部仏文科卒。大学在学中に「夏の断章」で作家デビューし、おもにコバルト文庫など少女小説の分野で活躍、「あっちゃん」シリーズ、「三百歳探偵団」シリーズなどを執筆し、「コバルト四天王」 の一人に数えられた。1990年代半ばからバイオレンス官能小説、官能ミステリーを書くようになる。
2025年3月18日、間質性肺炎のため東京都葛飾区の病院で死去。67歳没。葬儀は家族で行った。

## 受賞
- 1979年、「夏の断章」で小説ジュニア青春小説新人賞佳作[1]（同期に久美沙織）
- 1979年、「いのちに満ちる日」で第7回小説新潮新人賞[1]

## 著作

### コバルト文庫

#### 集英社文庫コバルトシリーズ
- ホットドッグ・ドリーム  1980
- 恋の罪 1981
- 愛にふるえて 1981
- チェリーなやつら 1982
- 夢の色にそめて 1983
- S・O・Sマイ・フレンド 1983
- スター!スター!スター! 1983
- スターは君だ!! ラブリー・センセーション 1984

- アフタースクール王国 1984 
  - アフタースクール王国  (コバルト・セレクション) 集英社 1988

- ペパーミント祭 1984
- とっておき家族 1985

- 物語シリーズ
  - ぴかぴか☆物語 1985
  - キラキラ◆物語 1985

- アリス・シリーズ
  - 謎いっぱいのアリス 1985
  - 真夜中のアリス 1986
  - 三人めのアリス 1986
  - グッバイ・アリス 1987
  - 水の中のアリス 1988
  - 光の中のアリス 1989

- 秘密の花園 1985

- エンゼル・シリーズ
  - さくら荘のエンゼル 1986
  - どきどきエンゼル 1987

- ジュリエット・シリーズ
  - ジュリエット・メモリー 1986
  - ジュリエット・ノクターン 1988

- 赤い靴探偵団シリーズ 1987－91　
  - 赤い靴探偵団　恋人の謎
  - 赤い靴探偵団2　消えたネックレス
  - 赤い靴探偵団3　虹の館の謎
  - 赤い靴探偵団4　妖精の謎
  - 赤い靴探偵団5　青いシャツの少年
  - 赤い靴探偵団6　円卓の騎士
  - 赤い靴探偵団7　帰ってきた女神
  - 赤い靴探偵団8　愛の追跡
  - 赤い靴探偵団9　危ない日曜日

- ガラスの天使 1988
- 恋はやさしく囁いて 1988

- ハイスクール・ミステリー
  - 魔女の通り道 〜美絵のハイスクール・ミステリー〜 1990
  - 闇の中のメロディー 〜美絵のハイスクール・ミステリー〜 1990

#### コバルト文庫
- タイム・スリップ・エクスプレス  
  - 幻想のリリィ　タイムスリップ・エクスプレス 1991
  - 恋の国のリリィ　タイムスリップ・エクスプレス 1991

- 恋のむこうはミステリアス 清蘭学院物語 1992

#### コバルト・ピンキー
- 好きだからシリーズ (イラスト：谷川史子)
  - 好きだからそばにいて 1992/7
  - 初恋マジック+1 カップルを探せ! 1993/11
  - 好きでいていつまでも 1994/7
  - 好きなのはいつも君だけ  1994/12
- コミック ノベライズ
  - ときめきトゥナイト全5巻 原作:池野恋 1993-9
  - 耳をすませば ロマンチック・ラブ・ポエム 原作:柊あおい 1995
  - ベイビィ★LOVE全3巻 原作:椎名あゆみ 1997

### 一般小説
- あっちゃん・シリーズ 光文社文庫
  - あっちゃんの推理ポケット 1985
  - あっちゃんの危機一髪 1986
  - あっちゃんの推理ノート 1989
  - あっちゃんの推理スケッチ 1989
  - あっちゃんの先輩後輩殺人事件 1990

- 三百歳探偵団シリーズ 光文社文庫
  - あわせて三百歳探偵団 1986
  - 死神村の三百歳探偵団 1987
  - 空腹御殿の三百歳探偵団 1987
  - 大江戸花火の三百歳探偵団 1988
  - 湾岸都市の三百歳探偵団 1989
  - 三百歳探偵団の結婚作戦 1990
  - 三百歳探偵団の転職作戦 1990
  - 恐怖リゾートの三百歳探偵団 1992

- 笑っていいとも!殺人事件 名探偵タモリ誕生す　サンケイ出版 1986
- 星くず殺人事件 新潮文庫 1987
- 放課後(アフター・スクール)名探偵 祥伝社 1987 (ノン・ノベル)
- しのぶちゃん事件簿 祥伝社 1987 (ノン・ポシェット)

- 怪盗団シリーズ 光文社文庫
  - ご難つづきの怪盗団 1988
  - うさぎマークの怪盗団 1988

- クラスメイト・シリーズ 新潮文庫
  - クラスメイトに手を出すな! 1988
  - クラスメイトに御用心 1989
  - クラスメイトよ、大志を抱け 1990
  - シスター・パニック 1991
  - クラスメイトはフォーリン・ラブ 1992

- 殺人紀行シリーズ 光文社文庫
  - 日本海殺人紀行 1991
  - 雪月花殺人紀行 1991

### 官能小説
- 悪鬼の牙  双葉社 1993 (Futaba novels)
- 嗜虐の檻 光文社文庫 1993
- 暴虐の夜 光文社文庫 1993
- 悪虐の宴 光文社文庫 1994
- 処刑遊戯　徳間書店 1994　「わななき」文庫
- 乱神  双葉社 1995.12
- 淫虐の爪 光文社文庫 1995
- 密約 光文社文庫 1996
- 密会 光文社文庫 1997
- いたずら 徳間文庫 1999
- 秘めごと 光文社文庫 1999
- 優しい肌 光文社文庫 2000
- 愛しい唇 光文社文庫 2002
- とろける部屋 徳間文庫 2003
- 甘い指 光文社文庫 2003
- 可愛い誘惑 光文社文庫 2003
- 恋めぐり 光文社文庫 2004
- くちづけ 徳間文庫 2004
- 罪の香り 光文社文庫 2005
- ささやき 徳間文庫 2006
- 誘う女 徳間文庫 2007
- デュエット 光文社文庫 2007
- じらされて 徳間文庫 2008
- 姫戯(ひめあそび) 徳間文庫、2009